# Beatriz Vaz e Silva
Beatriz Vaz e Silva, bekannt als Bia, (* 7. Oktober 1985) ist eine brasilianische Fußballspielerin.

## Karriere

### Verein
Bia spielte ab 2004 mehrere Jahre bei Vereinen in ihrem Heimatland, darunter die Erstligisten Santos FC, Foz Cataratas FC und Ferroviária. Mit dem Foz Cataratas FC gewann sie im Jahr 2011 den Pokalwettbewerb und 2014 mit Ferroviária sogar das Double aus brasilianischer Meisterschaft und Copa do Brasil. Da sie zu Jahresbeginn 2015 zunächst nicht Teil des brasilianischen Aufgebots war, das die Vorbereitung auf die Weltmeisterschaft in Angriff nahm, wechselte sie in die NWSL und schloss sich gemeinsam mit ihrer Landsfrau Rafinha den Boston Breakers an.

### Nationalmannschaft
Bia debütierte im Jahr 2010 in der brasilianischen A-Nationalmannschaft und gewann mit dieser die Südamerikameisterschaft 2014. In der Vorbereitung auf die Weltmeisterschaft 2015 stand sie zeitweise im erweiterten brasilianischen Aufgebot, wurde letztlich jedoch nicht von Nationaltrainer Vadão in den Endrundenkader aufgenommen.

## Erfolge
- 2010: Staatsmeisterschaft von Paraná
- 2011: Staatsmeisterschaft von Paraná
- 2011: Brasilianischer Pokalsieg (Foz Cataratas FC)
- 2014: Brasilianische Meisterschaft (Ferroviária)
- 2014: Brasilianischer Pokalsieg (Ferroviária)
- 2014: Südamerika-Meisterschaft
- 2016: Brasilianische Meisterschaft (Flamengo)